# Ambopteryx
Ambopteryx („obě křídla“) byl malý teropodní dinosaurus z čeledi Scansoriopterygidae žijící v období střední jury, asi před 163 miliony let. Jeho fosilie byly objeveny na území Číny a formálně byl popsán týmem paleontologů v květnu roku 2019.

## Paleobiologie
Ambopteryx byl opeřený dinosaurus, který měl stejně jako druh Yi qi (popsaný roku 2015) jak tělesné opeření, tak i kožnatá membranózní křídla. Patřil také k nejmenším známým druhohorním dinosaurům, dochovaný exemplář (zřejmě mládě nebo plně nedospělý jedinec) měřil na délku asi 32 centimetrů a zaživa vážil podle odhadu kolem 306 gramů.
Detailní výzkum aerodynamických vlastností kožní membrány těchto neobvyklých teropodních dinosaurů ukázal, že zřejmě nebyli příliš dobrými letci. Nálezy skanzoriopterygidů, jako je Ambopteryx, patří k nejvýznamnějším objevům v dinosauří paleontologii poslední doby.